# پیرلوئیجی بورگتی
پیرلوئیجی بورگتی (انگلیسی: Pierluigi Borghetti؛ زادهٔ ۱۸ نوامبر ۱۹۸۴) بازیکن فوتبال اهل ایتالیا است.
از باشگاه‌هایی که در آن بازی کرده‌است می‌توان به باشگاه فوتبال پروجا، باشگاه فوتبال برشا، باشگاه فوتبال کروتونه، باشگاه فوتبال آ. ث. لومتزانه، و باشگاه فوتبال ترنانا اشاره کرد.
وی همچنین در تیم ملی فوتبال Italy U-20 Serie C بازی کرده‌است.